# Cserkészkerületek
A cserkészkerületek a Magyar Cserkészszövetség középszintű szervezeti egységei. Ezek eredetileg az 1938-as tankerületek alapján jöttek létre[forrás?] (mely utóbbiak pedig az egykori vármegye-határokat követik). Ezt a kerületi beosztást a 2013. január 12-én életbe lépett Szervezeti és Működési Szabályzat (SZMSZ) megváltoztatta.
A Magyar Cserkészszövetség hatályos alapszabálya kimondja, hogy "A kerület területe egy vagy több, egymással határos megyéből áll. Egy megye egyetlen kerülethez tartozik. [Ezt] Pest megyére és Budapestre [...] nem kell alkalmazni." Mivel korábban az (akkor) Országos Intéző Bizottság (jelenleg Országos Tanács) 2009. november 28-i döntése nyomán a XI. Cserkészkerület 2010. január 1-jétől visszaolvadt a IX-be, jelenleg kilenc cserkészkerület van, melyek a fentebb idézett szabályzatok szerint kiigazított határokkal rendelkeznek (a hagyományos számozás szerint azért van X. kerület is, mert a VII. számú, mely eredetileg a győri kerület volt, beolvadt a III. számú, szombathelyi cserkészkerületbe - a hagyományos kerületi számokat azonban nem változtatták meg).
A Magyar Cserkészszövetség kerületei 2013. január 12. óta:
- I. számú, Budai cserkészkerület: Pest megyének és Budapestnek a Duna jobb partján fekvő része (központja Buda)
- II. számú, Észak-magyarországi cserkészkerület: Borsod-Abaúj-Zemplén és Heves megye (központja Miskolc)
- III. számú, Nyugat-magyarországi cserkészkerület: Győr-Moson-Sopron, Vas és Zala megye (központja Szombathely)
- IV. számú, Közép-dunántúli cserkészkerület: Fejér, Komárom-Esztergom és Veszprém megye (központja Székesfehérvár)
- V. számú, Dél-alföldi cserkészkerület: Békés és Csongrád megye (központja Szeged)
- VI. számú, Dél-dunántúli cserkészkerület: Baranya, Somogy és Tolna megye (központja Pécs)
- VIII. számú, Nyugat-alföldi cserkészkerület: Bács-Kiskun és Jász-Nagykun-Szolnok megye (központja Kecskemét)
- IX. számú, Észak-alföldi cserkészkerület: Hajdú-Bihar és Szabolcs-Szatmár-Bereg megye (központja Debrecen)
- X. számú, Pesti cserkészkerület: Pest megyének és Budapestnek a Duna bal partján fekvő része és Nógrád megye (központja Pest)